# Cărbunești
Cărbunești là một xã thuộc hạt Prahova, România. Dân số thời điểm năm 2002 là 1920 người.